# Callibotys wilemani
Callibotys wilemani là một loài bướm đêm trong họ Crambidae.